# Římskokatolická farnost Zvole nad Pernštejnem
Římskokatolická farnost Zvole nad Pernštejnem je územním společenstvím římských katolíků v rámci žďárského děkanství brněnské diecéze s farním kostelem svatého Václava.

## Historie farnosti

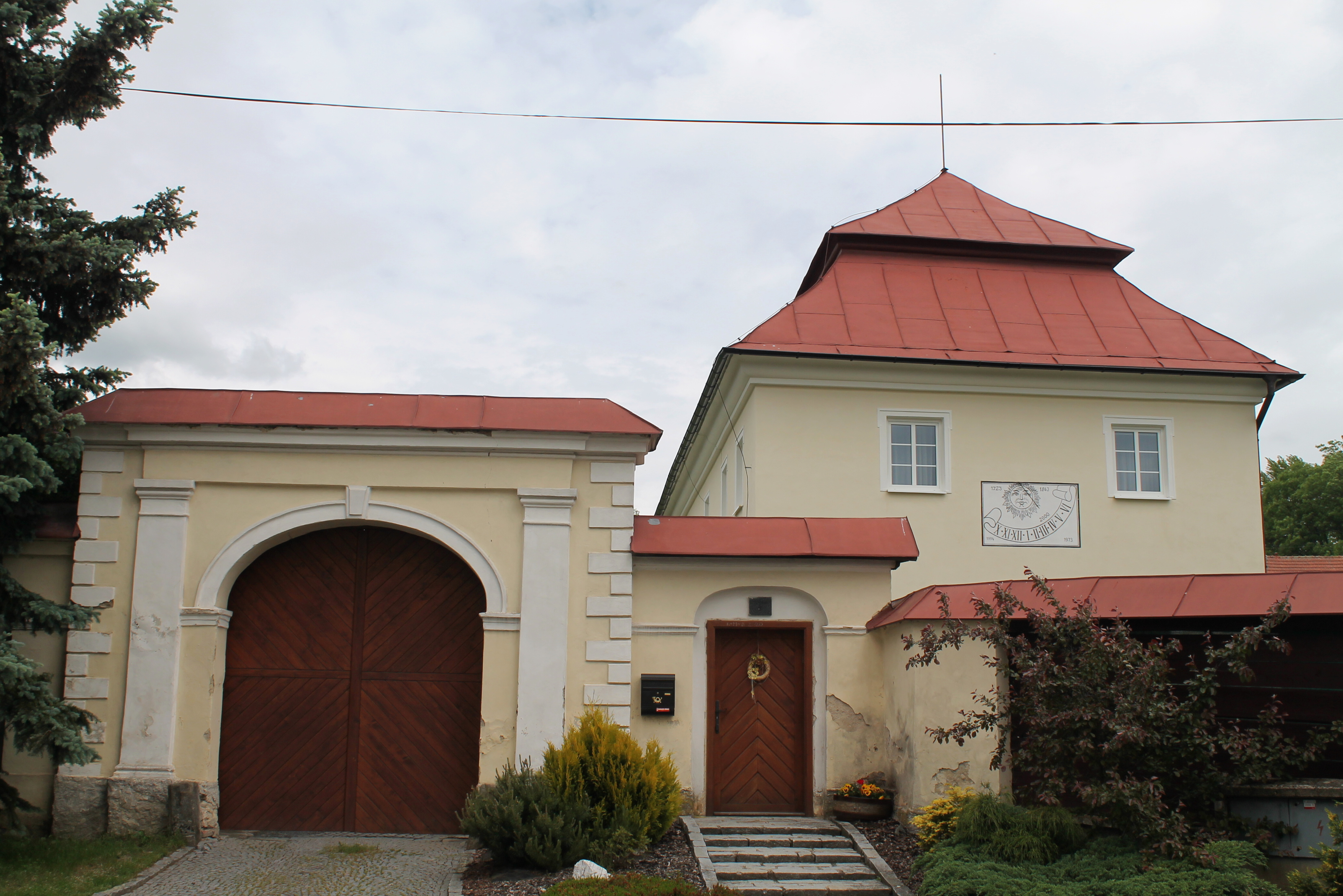
Fara ve Zvoli

Patronátní právo, tzv. "kostelní podací", se připomíná ve Zvoli již v roce 1307. Velkými majiteli "zboží zvolského" byli Čeněk ze Zvole a farář Petr. Ten roku 1492 v závěti odkázal celý svůj majetek cisterciáckému klášteru ve Žďáře a vymínil si, aby za něho každým rokem byly slouženy bohoslužby. Další majitel – Čeněk ze Zvole – prodal o rok později (1493), také klášteru. Obec Zvole poté patřila žďárskému klášteru a to až do roku 1784.
Dnešní podoba farního kostela svatého Václava pochází z let 1713–1717, kdy proběhla rozšiřující přestavba původního gotického kostelíka z počátku 14. století. Na východní straně k němu přiléhá nepříliš rozlehlý hřbitov zhruba čtvercového tvaru. Kostel je chráněn jako kulturní památka České republiky.

## Duchovní správci
Farářem je od 1. srpna 2012 R. D. Mgr. Martin Pernička.

## Bohoslužby
| Kostel          | Místo | Bohoslužba (den) | Hodina                          | Poznámka     |
| --------------- | ----- | ---------------- | ------------------------------- | ------------ |
| svatého Václava | Zvole | neděle pátek     | 10.45 17.30 (zima)/18.30 (léto) | farní kostel |

## Aktivity ve farnosti
Dnem vzájemných modliteb farností za bohoslovce a bohoslovců za farnosti brněnské diecéze je 12. říjen. Adorační den připadá na 19. prosince. Ve farnosti se pravidelně koná tříkrálová sbírka. V roce 2016 se při sbírce vybralo ve Zvoli 10 929 korun, v roce 2017 pak 10 477 korun.